# Steingraeber & Söhne

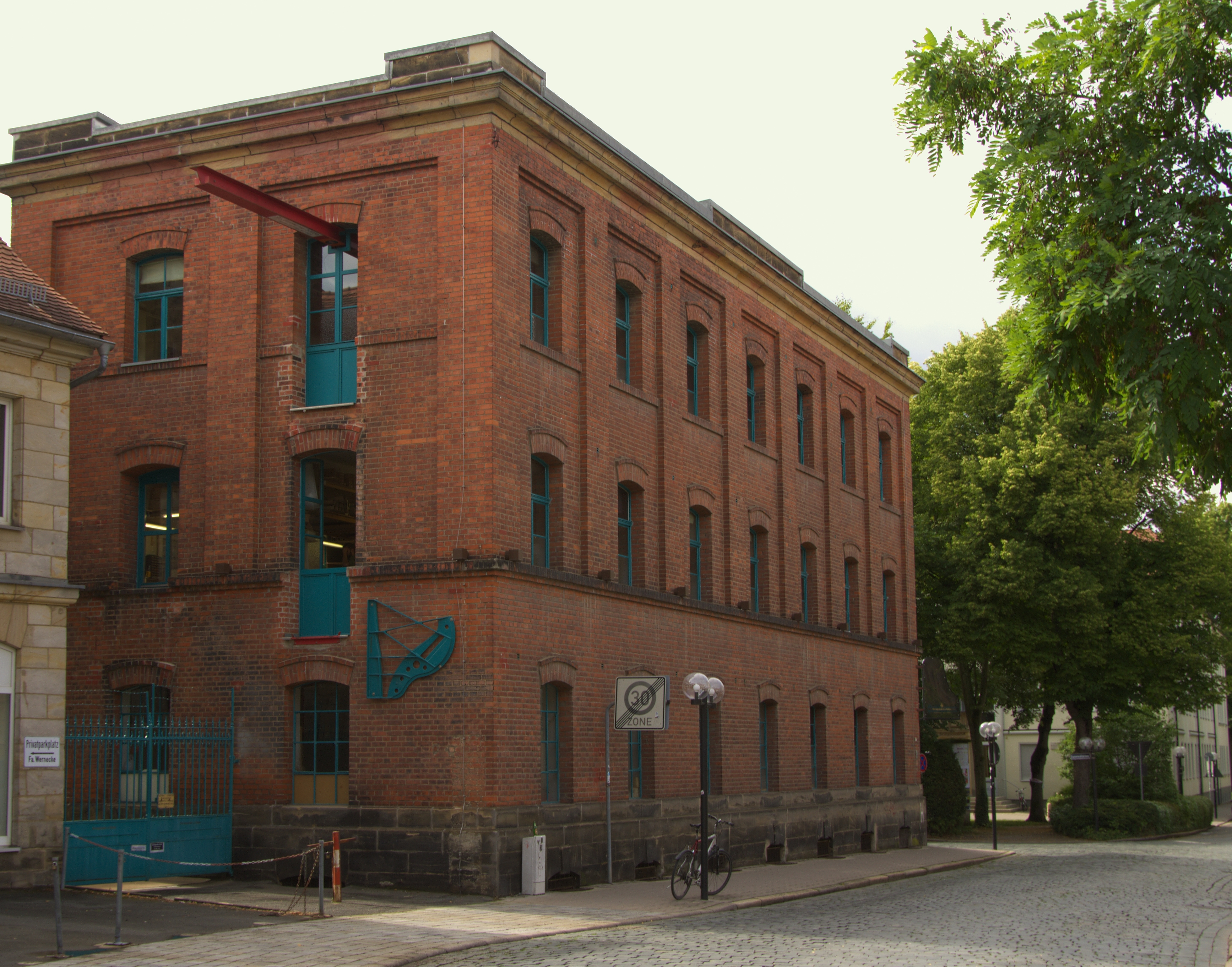
Atelier Steingraeber & Söhne à Bayreuth.

Steingraeber & Söhne (Steingraeber et fils) est une marque allemande de pianos  fondée en 1852  dans la ville bavaroise de Bayreuth. La société Steingraeber a toujours été dirigée par des descendants de la famille fondatrice, actuellement par Udo Schmidt-Steingraeber, et ce depuis plus de 150 ans.
Eduard Steingraeber créa sa fabrique en 1852 alors qu'il n'avait que 29 ans. Sa réputation grandit rapidement au point que Richard Wagner lui demanda en 1874 la construction d'un carillon pour la scène du Graal de son opéra Parsifal.
Steingraeber emploie aujourd'hui une trentaine de personnes. Elle est très réputée auprès des spécialistes pour la qualité de ses pianos droits, considérés par certains comme les plus aboutis au monde. Ils rivalisent sans complexe avec les modèles de Bösendorfer, Steinway, ou encore Bechstein et Pleyel.

## Marques de fabrique
- La société réalise des instruments sur mesure, y compris des pianos respectueux de l'environnement (utilisation de  matériaux organiques, os de bovidé pour la garniture des touches, etc.).
- Elle commercialise le piano droit le plus haut du marché, le Model 138.
- Un levier de répétition breveté peut être ajouté sur la mécanique des pianos droits, qui permet à l'échappement de jouer sans rencontrer aucune friction. Cela permet une répétition bien plus rapide.